# Anorthōsī Ammochōstou (pallavolo maschile)
Il Anorthosis Famagusta Volleyball Club è una società pallavolistica di Cipro, con sede nella città di Limassol. Fa parte della polisportiva Anorthosis Famagusta, la cui sezione di pallavolo comprende sia la formazione maschile che quella femminile. Attualmente entrambe le formazioni militano nelle massime serie del campionato cipriota.
È una delle società più antiche del paese, e la più titolata. La formazione maschile vanta la vittoria di ben 38 trofei nazionali, ed è campione di Cipro in carica.

## Storia
La formazione di pallavolo dell'Anorthosis fece la sua comparsa nel 1928, nella città di Famagosta. Giocò incontri di carattere amichevole fino agli anni settanta, sotto l'egida della SEGAS Cyprus. Nel 1972, con la creazione della EOPE (la federazione pallavolistica greca), l'Anorthosis si iscrisse, oltre alla prima serie cipriota, al campionato Pan-ellenico.
L'invasione turca di Cipro costrinse la società ad abbandonare la città natale, per trasferirsi a Limassol, nella parte meridionale dell'isola. Nonostante le difficoltà dovute alla guerra, la società seppe diventare protagonista assoluta nel panorama nazionale. Dal 1973 la formazione maschile ha conquistato 38 trofei nazionali (tra campionato, Coppa e Supercoppa), vincendo il double Coppa-Campionato per 11 volte (1975, 1978, 1986, 1987, 1988, 1989, 1993, 1994 1995, 1996, 2005).
La formazione femminile ha conquistato la sua prima vittoria nel 1994, e ad oggi vanta in bacheca 10 trofei.

## Palmarès

### Maschile
- Campionato cipriota: 18

1978, 1981-82, 1985-86, 1986-87, 1987-88, 1988-89, 1992-93, 1993-94, 1994-95, 1995-96,
1996-97, 2004-05, 2006-07, 2007-08, 2008-09, 2009-10, 2010-11, 2013-14
- Coppa di Cipro: 16

1975, 1978, 1980, 1985-86, 1986-87, 1987-88, 1988-89, 1990-91, 1992-93, 1993-94,
1994-95, 1995-96, 1997-98, 2004-05, 2011-12, 2013-14
- Supercoppa cipriota: 7

1993, 1994, 1995, 1996, 2004, 2005, 2009

### Femminile
- Campionato cipriota: 7

2001-02, 2003-04, 2005-06, 2009-10, 2012-13, 2017-18, 2018-19
- Coppa di Cipro: 7

2003-04, 2007-08, 2008-09, 2009-10, 2011-12, 2012-13, 2018-19
- Supercoppa cipriota: 9

1993, 1994, 2002, 2004, 2010, 2012, 2017, 2018, 2019